# Écrammeville
Écrammeville település Franciaországban, Calvados megyében. Lakosainak száma 208 fő (2018. január 1.). Écrammeville Aignerville, Asnières-en-Bessin, Bricqueville, Colombières, Longueville és Trévières községekkel határos.

## Népesség
A település népességének változása:
| Lakosok száma | 209  | 160  | 161  | 160  | 165  | 199  | 198  | 203  | 207  | 208  |
|               | 1968 | 1975 | 1982 | 1990 | 1999 | 2011 | 2013 | 2015 | 2017 | 2018 |